# Protaetia venerabilis
Protaetia venerabilis är en skalbaggsart som beskrevs av Mohnike 1873. Protaetia venerabilis ingår i släktet Protaetia och familjen Cetoniidae. Utöver nominatformen finns också underarten P. v. niveomucalutus.